# ОШ „Милош Црњански” Нови Сад
ОШ „Милош Црњански” једна је од основних школа у Новом Саду. Налази се у улици Анђе Ранковић 2. Назив је добила по Милошу Црњанском, српском књижевнику и једном од најзначајнијих стваралаца српске литературе 20. века.

## Историјат
Према сачуваној архивској грађи, Основна школа „Милош Црњански” у Новом Саду је основана 5. јула 1962. под називом „Борис Кидрич”. При оснивању њоме су управљали школски одбор, наставничко веће и управитељ школе. Према статутарној одлуци Општине Нови Сад 15. априла 1991. добија садашњи назив и тај датум прослављају као Дан школе. Данас броје 1157 ученика распоређених у 43 одељења и 97 запослених. Садрже десет учионица за разредну наставу, дванаест учионица за предметну наставу, специјализоване учионице за продужени боравак за све ученике и рачунарске учионице, библиотеку–медијатеку, две фискултурне сале, учионице за стране језике: енглески, немачки, руски и мађарски.
Године 2023. отпочели су радови на изградњи новог објекта за потребе школе. Предвиђено је рушење старе зграде школе.

## Догађаји
Догађаји Основне школе „Милош Црњански”:
- Дан јабуке
- Дан учионице на отвореном
- Дечја недеља
- Светски дан детета
- Светски дан руског језика
- Светски дан шума
- Сајам спорта
- Сајам лова и риболова
- Сајам екологије